# Linee tranviarie giapponesi
Questa è una lista di linee tranviarie in Giappone, e include sia le tranvie attualmente in esercizio che quelle passate. L'ordine è geografico, da nord a sud.

## Hokkaidō
| Nome della rete                      | Posizione                                         | Tipo di trazione     | Scartamento   | Data (da)        | Data (a)         | Note  |
| ------------------------------------ | ------------------------------------------------- | -------------------- | ------------- | ---------------- | ---------------- | ----- |
| Asahikawa Shigai Kidō (旭川市街軌道) | Asahikawa                                         | elettrica (600 V DC) | 1067 mm       | 3 novembre 1929  | 8 giugno 1956    | [ 1 ] |
| Asahikawa Denki Kidō (旭川電気軌道)  | Asahikawa - Higashikawa (東川) e Asahiyama (旭山) | elettrica (600 V DC) | 1067 mm       | 8 gennaio 1927   | 31 dicembre 1972 | [ 1 ] |
| Rete tranviaria di Hakodate          | Hakodate                                          | cavalli              | 1372 mm       | 13 dicembre 1897 | 1913             |       |
| Rete tranviaria di Hakodate          | Hakodate                                          | elettrica (600 V DC) |               | 31 October 1913  |                  |       |
| Rete tranviaria di Sapporo           | Sapporo                                           | cavallo              | 1067 mm       | 1º maggio 1910   | 1918             |       |
| Rete tranviaria di Sapporo           | Sapporo                                           | elettrica (600 V DC) | 4 agosto 1918 |                  |                  |       |

## Tōhoku
| Nome della rete                           | Posizione                                        | Tipo di trazione     | Scartamento | Data (da)         | Data (a)                         | Note  |
| ----------------------------------------- | ------------------------------------------------ | -------------------- | ----------- | ----------------- | -------------------------------- | ----- |
|                                           | Akayu                                            | forza umana          |             | 3 maggio 1919     | 30 giugno 1924                   |       |
| Akita Basha Tetsudō (秋田馬車鉄道)        | da Akita a Tsuchizaki (土崎)                     | cavalli              | 1391 mm     | 14 July 1899      | 1922                             | [ 1 ] |
| Rete tranviaria di Akita (秋田市電)       | da Akita a Tsuchizaki (土崎)                     | elettrica (600 V DC) | 1067 mm     | 21 gennaio 1922   | 30 marzo 1966                    | [ 1 ] |
| Ferrovia Hanamaki (花巻電鉄)              | Hanamaki - Nishi-Namari-onsen (西鉛温泉)         | elettrica (600 V DC) | 762 mm      | 16 settembre 1915 | 31 agosto 1969                   |       |
| Rete Matsuyama Jinsha Kidō (松山人車軌道) | Matsuyama                                        | forza umana          |             | 22 novembre 1922  | 1º gennaio 1930                  |       |
| Rete tranviaria di Sendai (仙台市電)      | Sendai                                           | elettrica (600 V DC) | 1067 mm     | 25 novembre 1926  | 31 marzo 1976                    | [ 2 ] |
| Ferrovia elettrica di Akiu (秋保電気鉄道) | Nagamachi (長町), Sendai - Akiu-onsen (秋保温泉) | cavallo              | 762 mm      | 23 dicembre 1914  | 1925                             | [ 1 ] |
| Ferrovia elettrica di Akiu (秋保電気鉄道) | Nagamachi (長町), Sendai - Akiu-onsen (秋保温泉) | elettrica (600 V DC) | 1067 mm     | 14 giugno 1925    | 8 maggio 1961                    | [ 1 ] |
| Treno di Matsushima (松島電車)            | Matsushima                                       | elettrica (600 V DC) | 1067 mm     | 4 febbraio 1922   | fino al 1938 (o 22 gennaio 1938) |       |

## Kantō
| Nome della rete                                                   | Posizione                              | Tipo di trazione     | Scartamento | Data (da)        | Data (a)         | Note |
| ----------------------------------------------------------------- | -------------------------------------- | -------------------- | ----------- | ---------------- | ---------------- | --- |
| Musashi Chūō Denki Tetsudō (武蔵中央電気鉄道)                     | Hachiōji                               | elettrica (600 V DC) | 1067 mm     | 23 novembre 1929 | 30 giugno 1939   | |
| Rete tranviaria di Kawasaki (川崎市電)                            | Stazione di Kawasaki - Shiohama (塩浜) | elettrica (600 V DC) | 1435 mm     | 13 ottobre 1944  | 1969             | Municipal town tramway. |
| Suihin Densha (水浜電車), poi Ibaraki Kōtsū                       | Mito                                   | elettrica (600 V DC) | 1067 mm     | 28 dicembre 1922 | 1º giugno 1966   | Collegava Mito, Ōarai e Minato. |
| Seisō Denki Kidō (成宗電気軌道)                                   | Narita                                 | elettrica (600 V DC) | 1372 mm     | 11 dicembre 1910 | 10 dicembre 1944 | [ 1 ] |
| Rete tranviaria Tōbu Nikkō (日光電気軌道)                         | Nikkō                                  | elettrica (600 V DC) | 1067 mm     | 10 agosto 1910   | 24 febbraio 1968 | Collegava Nikkō Station e Umagaeshi (馬返). |
|                                                                   | Noda                                   | forza umana          |             | 18 dicembre 1900 | 13 ottobre 1926  | |
| Odawara Denki Tetsudō (小田原電気鉄道), poi Ferrovia Hakone Tozan | Odawara                                |                      | 1372 mm     | 1º ottobre 1888  | 1900             | L'esercizio fu sospeso dal 21 dicembre 1944 al 12 settembre 1946. La tranvia fu estesa dalle stazioni di Kōzu, Odawara e Hakone-Yumoto. Il segmento Odawara - Kōzu chiuse il 6 dicembre 1920, sostituito dalla ferrovia. Il segmento Odawara - Hakone-Yumoto chiuse il 31 maggio 1935, sostituito dalla ferrovia. |
| Odawara Denki Tetsudō (小田原電気鉄道), poi Ferrovia Hakone Tozan | Odawara                                | elettrica (600 V DC) | 1435 mm     | 21 marzo 1900    | 31 maggio 1956   | L'esercizio fu sospeso dal 21 dicembre 1944 al 12 settembre 1946. La tranvia fu estesa dalle stazioni di Kōzu, Odawara e Hakone-Yumoto. Il segmento Odawara - Kōzu chiuse il 6 dicembre 1920, sostituito dalla ferrovia. Il segmento Odawara - Hakone-Yumoto chiuse il 31 maggio 1935, sostituito dalla ferrovia. |
| Kawagoe Denki Tetsudō (川越電気鉄道)                              | Ōmiya - Kawagoe                        | elettrica (600 V DC) | 1372 mm     | 16 aprile 1906   | ?                | Formalmente chiusa dal 25 febbraio 1941. |

### Tokyo
| Nome della rete                       | Posizione                                     | Tipo di trazione     | Scartamento | Data (da)        | Data (a)         | Note |
| ------------------------------------- | --------------------------------------------- | -------------------- | ----------- | ---------------- | ---------------- | --- |
| Tokyo Toden (東京都電)                | Tokyo                                         | cavalli              |             | 25 giugno 1882   | 1904             | La trazione elettrica venne dimostrata durante un'esposizione al Parco di Ueno dal 3 maggio al 1º luglio 1890; la prima tranvia elettrica a Tokyo aprì il 22 agosto 1903. |
| Tokyo Toden (東京都電)                | Tokyo                                         | elettrica            |             | 22 agosto 1903   | 11 novembre 1972 | La trazione elettrica venne dimostrata durante un'esposizione al Parco di Ueno dal 3 maggio al 1º luglio 1890; la prima tranvia elettrica a Tokyo aprì il 22 agosto 1903. |
| Linee Arakawa (荒川線)                |                                               | elettrica            |             | 1º aprile 1913   |                  | La porzione rimanente del sistema è la Linea Toden Arakawa. |
| Jōtō Denki Kidō (城東電気軌道)        |                                               | elettrica (600 V DC) | 1372 mm     | 30 dicembre 1917 | ?                | Si collegò alla rete municipale dal 7 maggio 1929. |
| Jōtō Denki Kidō (城東電気軌道)        | Higashi-Arakawa (東荒川) - Imaibashi (今井橋) | elettrica (600 V DC) | 1372 mm     | 31 dicembre 1925 | 19 maggio 1952   | Sostituita da filobus. |
| Linea Suginami (杉並線)               |                                               | elettrica            |             | 26 agosto 1921   | 10 dicembre 1963 | |
| Tamagawa Denki Tetsudō (玉川電気鉄道) | Linea Tamagawa (玉川線)                       | elettrica (600 V DC) | 1372 mm     | 6 marzo 1907     | 11 maggio 1969   | [ 1 ] |
| Linea Tōkyū Setagaya                  |                                               | elettrica            |             | 18 gennaio 1925  |                  | Porzione rimasta della linea Tamagawa |
|                                       | Kanamachi (金町)                              | forza umana          |             | 7 dicembre 1899  | 1912             | Sostituita da una ferrovia elettrica |

| Nome della rete                        | Posizione | Tipo di trazione     | Scartamento | Data (da)      | Data (a)      | Note  |
| -------------------------------------- | --------- | -------------------- | ----------- | -------------- | ------------- | ----- |
| Rete tranviaria di Yokohama (横浜市電) | Yokohama  | elettrica (600 V DC) | 1372 mm     | 15 luglio 1904 | 31 marzo 1972 | [ 1 ] |

## Chūbu
| Nome della rete                                           | Posizione  | Tipo di trazione     | Scartamento | Data (da)         | Data (a)          | Note |
| --------------------------------------------------------- | ---------- | -------------------- | ----------- | ----------------- | ----------------- | --- |
| Ferrovie Meitetsu Linee di Gifu (名鉄岐阜市内線)          | Gifu       | elettrica            |             | 11 febbraio 1911  | 31 marzo 2005     | |
| Meitetsu Okoshi-sen (名鉄起線)                            | Ichinomiya | elettrica (600 V DC) | 1067 mm     | 1º febbraio 1924  | 31 maggio 1954    | Servizio interrotto dal 1º giugno 1954.                                                                         |
| Kanazawa Denki Kidō (金沢電気軌道), poi Hokuriku Tetsudō  | Kanazawa   | elettrica (600 V DC) | 1067 mm     | 2 febbraio 1919   | 10 febbraio 1967  | [ 3 ] |
| Ferrovia elettrica di Matsumoto                           | Matsumoto  | elettrica            |             | 19 aprile 1924    | 31 marzo 1964     | |
| Rete tranviaria di Nagoya (名古屋市電)                    | Nagoya     | elettrica            |             | 6 maggio 1898     | 31 marzo 1974     | |
| Meitetsu Okazaki Shinai-sen (名鉄岡崎市内線)              | Okazaki    | cavalli              | 762 mm      | 1º gennaio 1899   | 1912              | Il servizio fu interrotto il 19 giugno 1945 per un bombardamento, e ripristinato nel 1946 .                     |
| Meitetsu Okazaki Shinai-sen (名鉄岡崎市内線)              | Okazaki    | elettrica (600 V DC) | 1067 mm     | 1º settembre 1912 | 17 giugno 1962    | Il servizio fu interrotto il 19 giugno 1945 per un bombardamento, e ripristinato nel 1946 .                     |
| Shizuoka Tetsudō Shimizu Shinai-sen (静岡鉄道清水市内線)  | Shimizu    | Steam                |             | 6 dicembre 1913   | 17 luglio 1917    | Servizio interrotto dal 7 luglio 1974.                                                                          |
| Shizuoka Tetsudō Shimizu Shinai-sen (静岡鉄道清水市内線)  | Shimizu    | elettrica            |             | 24 dicembre 1928  | 20 marzo 1975     | Servizio interrotto dal 7 luglio 1974.                                                                          |
| Shizuoka Tetsudō Shizuoka Shinai-sen (静岡鉄道静岡市内線) | Shizuoka   | elettrica (600 V DC) | 1067 mm     | 2 agosto 1920     | 14 settembre 1962 | |
| Linea Manyō                                               | Takaoka    | elettrica (600 V DC) | 1067 mm     | 10 aprile 1948    |                   | La linea attuale integra le linee aperte dal 12 ottobre 1930 come parte della ferrovia Toyama - Shimminato.     |
| Ferrovie Toyama Chihō                                     | Toyama     | elettrica            |             | 1º settembre 1913 |                   | Interrotto il 1º agosto 1945 per bombardamento. Il servizio è stato ripristinato a tratte dal 14 gennaio 1946 . |
| Rete tranviaria urbana di Toyohashi                       | Toyohashi  | elettrica            |             | 14 luglio 1925    |                   | |

## Kinki Kansai
| Nome della rete                                      | Posizione                                   | Tipo di trazione                           | Scartamento      | Data (da)         | Data (a)          | Note |
| ---------------------------------------------------- | ------------------------------------------- | ------------------------------------------ | ---------------- | ----------------- | ----------------- | --- |
| Mie Kōtsu Shinto-Sen (三重交通神都線)                | Ise                                         | elettrica                                  |                  | 5 agosto 1903     | 19 gennaio 1961   | |
| Rete tranviaria municipale di Kobe (神戸市電)        | Kōbe                                        | elettrica (600 V DC)                       | 1435 mm          | 5 aprile 1910     | 13 marzo 1971     | [ 3 ] |
| Kuwana Denki (桑名電軌)                              | Kuwana                                      | elettrica (600 V DC)                       | 1067 mm          | 17 settembre 1927 | 9 gennaio 1944    | [ 3 ] |
| Rete tranviaria municipale di Kyoto (京都市電)       | Kyoto                                       | elettrica (600 V DC)                       | 1067 mm/ 1435 mm | 1º febbraio 1895  | 30 settembre 1978 | [ 3 ] |
| Keifuku Electric Railroad                            | Kyoto - Arashiyama                          | elettrica                                  |                  | 25 marzo 1910     |                   | |
| Linea Keihan Keishin                                 | Misasagi Station (Kyoto) - Hamaōtsu Station | elettrica 1,500 V DC (600 V DC until 1996) | 1435 mm          | 15 agosto 1912    |                   | La tratta urbana di Kyoto è stata ricostruita come metropolitana e inaugurata nel 1997. Un breve segmento tranviario in strada è ancora in servizio a Ōtsu. |
| Ufficio municipale dei trasporti di Osaka (大阪市電) | Osaka                                       | elettrica                                  |                  | 12 settembre 1903 | 31 marzo 1969     | |
| Ferrovie Hanshin (阪神国道線)                        | Osaka - Kobe                                | elettrica                                  |                  | 1º luglio 1927    | 6 maggio 1975     | |
| Rete tranviaria di Osaka                             | Osaka - Sakai                               | cavalli                                    |                  | 20 settembre 1900 | 31 gennaio 1908   | |
| Rete tranviaria di Osaka                             | Osaka - Sakai                               | elettrica (600 V DC)                       | 1435 mm          | 1º ottobre 1910   |                   | |
| Ferrovie Nankai (南海和歌山軌道線)                   | Wakayama                                    | elettrica (600 V DC)                       | 1067 mm          | 23 gennaio 1909   | 31 marzo 1971     | [ 3 ] |

## Chūgoku
| Nome della rete                    | Posizione            | Tipo di trazione     | Scartamento | Data (da)        | Data (a)         | Note                                                |
| ---------------------------------- | -------------------- | -------------------- | ----------- | ---------------- | ---------------- | --------------------------------------------------- |
| Rete tranviaria di Hiroshima       | Hiroshima            | elettrica            | 1435 mm     | 23 novembre 1912 |                  |                                                     |
| Tranvia inerurbana Miyajima        | Hiroshima - Miyajima | elettrica            |             | 22 agosto 1922   |                  | Aperta a tratte e completata il 1º febbraio 1931. . |
| Iwakuni Denki Kidō (岩国電気軌道)  | Iwakuni              | elettrica (600 V DC) | 1067 mm     | 2 febbraio 1909  | 5 aprile 1929    | [ 6 ]                                               |
| Tranvia elettrica di Kure (呉市電) | Kure                 | elettrica (600 V DC) | 1067 mm     | 31 ottobre 1909  | 17 dicembre 1967 | [ 7 ]                                               |
| Rete tranviaria di Okayama         | Okayama              | elettrica (600 V DC) | 1067 mm     | 5 maggio 1912    |                  |                                                     |
| Sanyō Denki Kidō (山陽電気軌道)    | Shimonoseki          | elettrica (600 V DC) | 1067 mm     | 25 dicembre 1926 | 6 febbraio 1971  | [ 2 ]                                               |
| Yonago Densha Kidō (米子電車軌道)  | Yonago               | elettrica (600 V DC) | 1067 mm     | 1º aprile 1925   | 27 novembre 1938 | [ 3 ]                                               |

## Shikoku
| Nome della rete                                                                        | Posizione | Tipo di trazione     | Scartamento | Data (da)      | Data (a)       | Note |
| -------------------------------------------------------------------------------------- | --------- | -------------------- | ----------- | -------------- | -------------- | --- |
| Tosaden                                                                                | Kōchi     | elettrica            |             | 2 maggio 1904  |                | Linea tranviaria est-ovest che si estende tra Ino, Kōchi e Gomen.                                             |
| Rete tranviaria urbana di Matsuyama                                                    | Matsuyama | Steam                |             | 22 agosto 1895 | 15 aprile 1927 | |
| Rete tranviaria urbana di Matsuyama                                                    | Matsuyama | elettrica            |             | 8 agosto 1911  |                | |
| Shikoku Suiryoku Denki (四国水力電気市内線), poi Ferrovia elettrica Takamatsu-Kotohira | Takamatsu | elettrica (600 V DC) | 1435 mm     | 20 maggio 1917 | 3 luglio 1945  | Chiusa a causa dei bombardamenti che distrussero gran parte della città. Chiusura ufficiale l'8 gennaio 1957. |

## Kyūshū
| Nome della rete                                                 | Posizione           | Tipo di trazione     | Scartamento       | Data (da)        | Data (a)                                                                                | Note |
| --------------------------------------------------------------- | ------------------- | -------------------- | ----------------- | ---------------- | --------------------------------------------------------------------------------------- | --- |
| Ferrovie Nishi-Nippon Fukuoka Shinai-sen (西鉄福岡市内線)       | Fukuoka             | elettrica (600 V DC) | 1067 mm & 1435 mm | 9 marzo 1910     | 10 febbraio 1979                                                                        | 1,067 mm e 1,435 mm gauge lines (included dual-gauge sections).                                                      |
| Ufficio dei trasporti della città di Kagoshima                  | Kagoshima           | elettrica            |                   | 1º dicembre 1912 |                                                                                         | |
|                                                                 | Karatsu             | cavalli              |                   | 11 giugno 1900   | 1930                                                                                    | |
| gasolio                                                         | Karatsu             |                      | 1913              | 28 novembre 1930 |                                                                                         | |
| Ferrovia Nishi-Nippon linea Kitakyūshū-sen (西鉄北九州線)       | Kitakyūshū          | cavalli              |                   | 11 giugno 1906   | 1920                                                                                    | |
| Ferrovia Nishi-Nippon linea Kitakyūshū-sen (西鉄北九州線)       | Kitakyūshū          | elettrica            |                   | 5 giugno 1911    | 25 novembre 2000                                                                        | |
| Chikuhō Electric Railroad                                       | Kitakyūshū - Nōgata | elettrica (600 V DC) | 1435 mm           | 21 marzo 1956    |                                                                                         | Linea tranviaria espressa                                                                                            |
| Tram di Kumamoto                                                | Kumamoto            | Steam                |                   | 24 luglio 1908   | luglio 1920                                                                             | |
| Tram di Kumamoto                                                | Kumamoto            | elettrica            |                   | 1º agosto 1924   |                                                                                         | |
|                                                                 | Kurume - Hita       | cavalli              |                   | 25 ottobre 1903  | 1905                                                                                    | |
| gasolio                                                         | Kurume - Hita       |                      | 1905              | 1929             |                                                                                         | |
| vapore                                                          | Kurume - Hita       |                      | 1918              | 1929             |                                                                                         | |
| elettrica                                                       | Kurume - Hita       |                      | 1918              | 1929             | Una parte della linea all'interno di Kuyrume. L'ultima tratta chiuse il 25 marzo 1929 . | |
| Tramvia elettrica di Nagasaki                                   | Nagasaki            | elettrica            |                   | 16 novembre 1915 |                                                                                         | Il servizio cessò il 9 agosto 1945 per il bombardamento atomico. Il servizio riprese a tratte dal 25 novembre 1945 . |
| Linea Ōita Kōtsu Betsudai (大分交通別大線)                      | Ōita - Beppu        | elettrica (600 V DC) | 1067 mm           | 10 maggio 1900   | 4 aprile 1972                                                                           | |
| Ferrovia Nishi-Nippon linea Ōmuta Shinai-sen (西鉄大牟田市内線) | Ōmuta               | elettrica (600 V DC) | 1435 mm           | 1º dicembre 1927 | 5 gennaio 1952                                                                          | |
| Saga Denki Kidō (佐賀電気軌道)                                  | Saga                | elettrica (600 V DC) | 914 mm            | 10 aprile 1930   | 20 agosto 1937                                                                          | |
|                                                                 | Tsuyazaki           | cavalli              |                   | 28 aprile 1908   | 13 aprile 1939                                                                          | |

## Okinawa
| Nome della rete                           | Posizione | Tipo di trazione     | Scartamento | Data (da)     | Data (a)      | Note                                                 |
| ----------------------------------------- | --------- | -------------------- | ----------- | ------------- | ------------- | ---------------------------------------------------- |
| Rete tranviaria di Okinawa (沖縄電気軌道) | Naha      | elettrica (500 V DC) | 1067 mm     | 3 maggio 1914 | 19 marzo 1933 | La linea fu ufficialmente chiusa dal 12 agosto 1933. |